# أرماند همر
أرماند همر (بالإنجليزية: Armand Hammer)‏ هو شخصية أعمال أمريكي، ولد في 25 مايو 1898 في نيويورك في الولايات المتحدة، وتوفي في 10 ديسمبر 1990 في لوس أنجلوس في الولايات المتحدة.

## وصلات خارجية
- أرماند همر على موقع الموسوعة البريطانية (الإنجليزية)
- أرماند همر على موقع ميوزك برينز (الإنجليزية)
- أرماند همر على موقع إن إن دي بي (الإنجليزية)
- أرماند همر على موقع ديسكوغز (الإنجليزية)
- أرماند همر على موقع ديسكوغز (الإنجليزية)